# Conspiracy (film, 2009)
Pour les articles homonymes, voir Conspiracy et The Gift.
Pour plus de détails, voir Fiche technique et Distribution.
Conspiracy (Echelon Conspiracy) est un film américain co-produit avec la Russie, la Bulgarie et la Thaïlande et réalisé par Greg Marcks, sorti en salles le 27 février 2009 aux États-Unis.

## Synopsis
Un jeune ingénieur américain à qui de mystérieux appels téléphoniques promettaient une immense fortune, se retrouve bientôt au cœur d'un complot où il est pris pour cible.

## Fiche technique
- Titre : Echelon Conspiracy
- Titre français : Conspiracy
- Réalisation : Greg Marcks
- Scénario : Michael Nitsberg et Kevin Alyn Elders
- Directeur de la photographie : Lorenzo Senatore
- Distribution des rôles : Dean E. Fronk, Gillian Hawser et Donald Paul Pemrick
- Direction artistique : Ivaylo Nikolov et Ivan Ranghelov
- Décors : Antonello Rubino
- Costumes : Lyubomir Doichinov, Alison Freer et Maria Mladenova
- Musique: Bobby Tahouri
- Montage : Joseph Gutowski et James Herbert
- Pays d'origine :  États-Unis /  Bulgarie /  Russie /  Thaïlande
- Producteurs : John Corser, Roee Sharon, Alexander Leyviman et Steve Richards
- Producteurs exécutifs : Charles V. Bender, Navid McIlhargey et Jonathan Tzachor
- Producteur associé : Stephen Bender
- Sociétés de production : Dark Castle Entertainment, Mobicom Entertainment, Zinc Entertainment Inc.
- Société de distribution : Hyde Park International
- Genre : Film policier, Film d'action, Thriller
- Durée : 105 minutes (1 h 45)
- Dates de sortie : 
  -  États-Unis : le 27 février 2009

## Distribution
- Ving Rhames : Agent Dave Grant
- Jonathan Pryce : Mueller
- Shane West : Max Peterson
- Edward Burns : John Reed
- Tamara Feldman : Kamila
- Sergey Gubanov : Yuri Malanin
- Martin Sheen : Raymond Burke
- Todd Jensen : Agent Fletcher
- Steven Elder : Charles
- Trevor White : Paul Spencer